# Bent Nielsen (seminarierektor)
 For alternative betydninger, se Bent Nielsen. (Se også artikler, som begynder med Bent Nielsen)
Bent Nielsen (født 13. november 1929 i Hvidovre, død 26. december 2007) var lektor ved Danmarks Lærerhøjskole og derefter seminarierektor i Silkeborg og Odense.
Bent Nielsen tog studentereksamen i 1948. I 1953 tog han lærereksamen fra Jonstrup Statsseminarium, og i 1971 blev han cand.pæd. fra Danmarks Lærerhøjskole i pædagogik, også betegnet cand.pæd.pæd.
- 1956-1971 lærer ved Københavns kommunale skolevæsen
- 1971-1972 adjunkt i pædagogiske fag på Odense Seminarium
- 1972-1979 lektor i pædagogisk filosofi ved Danmarks Lærerhøjskole
- 1979-1984 rektor for Th. Langs Seminarium og HF
- 1984-1997 rektor for Odense Seminarium

Bent Nielsen var medlem af bestyrelsen for Københavns Socialpædagogiske Seminarium 1977-1989 og for Landsforeningen af Bestyrelser for de Socialpædagogiske Seminarier 1980-1987.
Han har bl.a. skrevet »Praksis og kritik«, 1973.